# 24 ديسمبر
- السبت
- الأحد
- الاثنين
- الثلاثاء
- الأربعاء
- الخميس
- الجمعة

- 298 جمادى الآخرة 1447  هـ
- 309 جمادى الآخرة 1447  هـ
- 110 جمادى الآخرة 1447  هـ
- 211 جمادى الآخرة 1447  هـ
- 312 جمادى الآخرة 1447  هـ
- 413 جمادى الآخرة 1447  هـ
- 514 جمادى الآخرة 1447  هـ
- 615 جمادى الآخرة 1447  هـ
- 716 جمادى الآخرة 1447  هـ
- 817 جمادى الآخرة 1447  هـ
- 918 جمادى الآخرة 1447  هـ
- 1019 جمادى الآخرة 1447  هـ
- 1120 جمادى الآخرة 1447  هـ
- 1221 جمادى الآخرة 1447  هـ
- 1322 جمادى الآخرة 1447  هـ
- 1423 جمادى الآخرة 1447  هـ
- 1524 جمادى الآخرة 1447  هـ
- 1625 جمادى الآخرة 1447  هـ
- 1726 جمادى الآخرة 1447  هـ
- 1827 جمادى الآخرة 1447  هـ
- 1928 جمادى الآخرة 1447  هـ
- 2029 جمادى الآخرة 1447  هـ
- 211 رجب 1447  هـ
- 222 رجب 1447  هـ
- 233 رجب 1447  هـ
- 244 رجب 1447  هـ
- 255 رجب 1447  هـ
- 266 رجب 1447  هـ
- 277 رجب 1447  هـ
- 288 رجب 1447  هـ
- 299 رجب 1447  هـ
- 3010 رجب 1447  هـ
- 3111 رجب 1447  هـ
- 112 رجب 1447  هـ
- 213 رجب 1447  هـ

24 ديسمبر أو 24 كانون الأوَّل أو يوم 24 \ 12 (اليوم الرابع والعشرون من الشهر الثاني عشر) هو اليوم الثامن والخمسون بعد الثلاثمائة (358) من السنة، أو التاسع والخمسون بعد الثلاثمائة (359) في السنوات الكبيسة، وفقًا للتقويم الميلادي الغربي (الغريغوري). يبقى بعده 7 أيَّام على انتهاء السنة.

## أحداث
- 1610 - التوقيع في لاهاي على أول اتفاقية بين المغرب وهولندا.
- 1638 - سقوط بغداد مرة أخرى بأيدي العثمانيين بقيادة السلطان مراد الرابع بعد حصارها لمدة 39 يومًا.
- 1777 - المسكتشف جيمس كوك يكتشف جزيرة كيريتيماتي.
- 1800 - نابليون بونابرت يتعرض لمحاولة اغتيال.
- 1814 - توقيع معاهدة جنت التي أنهت الحرب بين إنجلترا والولايات المتحدة.
- 1851 - احتراق مكتبة الكونغرس.
- 1871 - تقديم العرض الأول لأوبرا عايدة في القاهرة.
- 1924 - ألبانيا تتحول إلى النظام الجمهوري.
- 1929 - الرئيس الأرجنتيني هيبوليتو يريغوين يتعرض لمحاولة اغتيال.
- 1939 - البابا بيوس الثاني عشر يوجه عشية عيد الميلاد نداء من أجل السلام في العالم وذلك بفترة الحرب العالمية الثانية.
- 1941 - القوات الإنجليزية والحليفة تحتل مدينة بنغازي في ليبيا.
- 1943 - تعيين الجنرال دوايت أيزنهاور قائدًا للقوات الأمريكية العاملة في أوروبا ضد الجيش النازي.
- 1946 - تأسيس الجمهورية الفرنسية الرابعة.
- 1948 - إنشاء أول منزل يستخدم بالكامل الطاقة الشمسية في الولايات المتحدة.
- 1951 -
  - الملك محمد إدريس السنوسي يعلن استقلال ليبيا ويطلق عليها المملكة الليبية المتحدة.
  - توقيع اتفاقية عسكرية بين فرنسا وليبيا تتيح للقوات الفرنسية بالبقاء في فزان.
- 1954 - الإعلان عن استقلال لاوس.
- 1967 - الصين تجري تجربة نووية ناجحة.
- 1968 - طاقم أبولو 8 يدخل إلى مدار حول القمر وبالتالي يسجل أول محاولة في تاريخ الإنسان، دار الطاقم 10 مدارات حول القمر وبثها التلفزيون بصور مباشرة وأصبحت من أشهر برامج عشية عيد الميلاد ومن أكثر البرامج مشاهدة في تاريخ التلفزيون.
- 1972 - ملك الأردن الحسين بن طلال يتزوج من علياء بهاء الدين طوقان.
- 1974 - «إعصار تريسي» يدمر داروين بأستراليا.
- 1978 - اندلاع مظاهرات عنيفة جداً ضد الأمريكيين في طهران.
- 1979 -
  - الاتحاد السوفيتي يغزو أفغانستان لدعم الحكومة الماركسية فيها.
  - إطلاق صاروخ آريان الأوروبي.
- 1983 - خاطفوا الصائغين الرومانيين الثريين «أنّا» و«جورجيو بولغاري» يفرجون عنهم مقابل فدية بلغت 51 مليون فرنك فرنسي.
- 1989 - بداية الحرب الأهلية في ليبيريا.
- 1997 -
  - محكمة فرنسية تحكم على كارلوس الثعلب بالسجن مدى الحياة.
  - المسلحون في الجزائر يذبحون 59 في قريتي تباريت وبابنام قرب الجزائر العاصمة.
- 1999 -
  - المسلحون في الجزائر يقتلون 26 على مداخل العاصمة.
  - باكستانيون يختطفون طائرة مدنية هندية بين كاتماندو ونيودلهي ويوجهونها إلى قندهار بأفغانستان، ثم يفتدون ركابها وملاحيها بثلاثة ناشطين كشميريين.
- 2002 - افتتاح مترو نيودلهي.
- 2004 - منتخب قطر لكرة القدم يفوز بكأس بطولة الخليج السابعة عشر المقامة في دولة قطر.
- 2008 - قائد الانقلابين في غينيا النقيب موسى داديس كامارا يعلن توليه الرئاسة.
- 2015 - نشوب حريق في مستشفى جازان العام جنوب غربي السعودية أدى إلى وفاة 25 شخصاً وإصابة 123 آخرين.
- 2022 - سيتيفيني رابوكا يتولى رئاسة الوزراء في فيجي ليخلف فرانك باينيماراما، بعد الانتخابات العامة التي أسفرت عن برلمان معلق.

## مواليد
- 1166 - جون، ملك إنجلترا.
- 1809 - كيت كارسون، كشاف أمريكي.
- 1818 - جيمس بريسكوت جول، عالم فيزياء إنجليزي.
- 1822 - ماثيو أرنولد، شاعر إنجليزي.
- 1845 - جاورجيوس الأول، ثاني ملوك اليونان.
- 1868 - إيمانويل لاسكر، عالم رياضيات وفيلسوف ولاعب شطرنج ألماني.
- 1881 - خوان رامون خيمينيث، كاتب إسباني حاصل على جائزة نوبل في الأدب عام 1956.
- 1905 - هوارد هيوز، مخترع ومنتج سينمائي أمريكي.
- 1917 - عمر الجيزاوي، مغني وممثل مصري.
- 1924 - نور الهدى، مغنية وممثلة لبنانية.
- 1940 - محمد فريد، ممثل مصري.
- 1943 - تاريا هالونن، رئيسة فنلندا الحادية عشر.
- 1955 - جون داي، سياسي أسترالي.
- 1957 - حامد قرضاي، رئيس جمهورية أفغانستان.
- 1959 - أنيل كابور، ممثل هندي.
- 1960 - غلين مكوين، رسام رسوم متحركة أمريكي.
- 1961 - إلهام علييف، رئيس أذربيجان.
- 1969 - إد ميلباند، سياسي بريطاني.
- 1970 - أموري نولاسكو، ممثل أمريكي.
- 1971 - ريكي مارتن، مغني بورتوريكي.
- 1974 - مارتشيلو سالاس، لاعب كرة قدم من تشيلي.
- 1975 - ماريا زاخاروفا، أول متحدثة باسم وزارة الخارجية الروسية.
- 1977 - عبد القادر هدهود، مغني وممثل كويتي.
- 1978 - يلدراي باشترك، لاعب كرة قدم تركي.
- 1982 - تتسيا كاكيهارا، ممثل أداء صوتي ياباني.
- 1986 - آنا بريندا، ممثلة مكسيكية.
- 1991 - لويس توملينسون، مغني بريطاني.

## وفيات
- 738 - مسلمة بن عبد الملك، قائد عسكري أموي.
- 1453 - جون دانستابل، موسيقي إنجليزي.
- 1524 - فاسكو دا غاما، مستكشف برتغالي.
- 1813 - غوساكوراماتشي، إمبراطورة اليابان السابعة عشر بعد المائة.
- 1873 - جونز هوبكينز، رجل أعمال أمريكي.
- 1892 - جبرائيل الدلال، شاعر وصحفي سوري.
- 1898
  - شربل، قديس لبناني.
  - يوحنا بطرس الحاج، البطريرك الماروني الحادي والسبعون.
- 1932 - عيسى بن علي آل خليفة، حاكم البحرين.
- 1939 - محمود الكرمي، صحفي سياسي وشاعر ومعلم فلسطيني.
- 1964 -
  - بدر شاكر السياب، شاعر عراقي.
  - زهور حسين، مغنية عراقية.
- 1968 - ساطع الحصري، مفكر وسياسي سوري من رواد القومية العربية.
- 1973 - جيرارد كايبر، عالم فلك هولندي أمريكي.
- 1976 - محمد التابعي، كاتب مصري.
- 1978 - فيليب حتي، مؤرخ أمريكي من أصل لبناني.
- 1979 - حنا الطباع، شاعر لبناني.
- 1980 - كارل دونيتس، رئيس ألمانيا.
- 1982 - لويس أراغون، شاعر فرنسي.
- 1984 - مينوبه ريوكيتشي، سياسي ياباني.
- 1997 - فهد بلان، فنان ومغني سوري سوري.
- 2000 - هوراس باركر، عالم كيمياء حيوية وعالم أحياء دقيقة أمريكي.
- 2008 - هارولد بنتر، كاتب مسرحي إنجليزي.
- 2009 - رفائيل كالديرا، رئيس فنزويلا.
- 2011
  - يوهانس خيسترز، ممثل هولندي.
  - مصطفى المالكي، سياسي فلسطيني.
- 2017 - حسين شاه حسيني، سياسي إيراني.
- 2018
  - محمود الهاشمي الشاهرودي، سياسي ومرجع شيعي إيراني.
  - مصطفى عيسى، سياسي فلسطيني.
- 2020 - إسماعيل الشمالي، كاتب وروائي فلسطيني، ومن أقدم المُعتقلين السياسيين في سوريا.

## أعياد ومناسبات
- ليلة عيد الميلاد لدى الطوائف المسيحية الغربية.
- عيد الاستقلال في ليبيا.

## وصلات خارجية
- وكالة الأنباء القطريَّة: حدث في مثل هذا اليوم.
- أرشيف مصر: حدث في مثل هذا اليوم.
- BBC: حدث في مثل هذا اليوم.